# Фьерро, Карлос
Ка́рлос Эдуа́рдо Фье́рро Герре́ро (исп. Carlos Eduardo Fierro Guerrero; род. 24 июля 1994, Лос-Мочис, Синалоа, Мексика) — мексиканский футболист, полузащитник клуба «Хуарес». Чемпион мира в составе юношеской сборной Мексики (до 17 лет).

## Клубная карьера
Карлос — выпускник академии «Гвадалахары». За третью команду клуба он дебютировал в 2008 году, всего сыграв двадцать один матч и забив девять мячей. За главную команду клуба Карлос дебютировал 20 августа 2011 года в матче с «Монтерреем». Свой первый гол за «Гвадалахару» он забил 13 марта 2012 года в матче Кубка Либертадорес против уругвайского клуба «Дефенсор Спортинг».
2 декабря 2015 года отправился в аренду в «Керетаро».
8 декабря 2017 года Фьерро перешёл в «Крус Асуль».
2 июня 2018 года отправился в аренду в «Монаркас Морелия».
25 июня 2019 года Фьерро перешёл в клуб MLS «Сан-Хосе Эртквейкс». В главной лиге США дебютировал 10 августа 2019 года в матче против «Колорадо Рэпидз», выйдя на замену во втором тайме. 19 сентября 2020 года в матче против «Портленд Тимберс» забил свой первый гол в MLS. По окончании сезона 2021 «Сан-Хосе Эртквейкс» не стал продлевать контракт с Фьерро.
25 января 2022 года Фьерро вернулся в Лигу MX, пополнив состав «Хуареса».

## Карьера в сборной
Карлос участвовал на юношеском чемпионате мира 2011 (до 17 лет). Его сборная стала чемпионом мира, а сам игрок провёл на турнире семь матчей и забил четыре мяча.

## Достижения
Командные
 «Гвадалахара»
- Чемпион Мексики: клаусура 2017
- Обладатель Кубка Мексики: апертура 2015, клаусура 2017

 «Керетаро»
- Чемпион Мексики: апертура 2016

 сборная Мексики до 17 лет
- Чемпион мира в возрастной категории до 17 лет: 2011

 сборная Мексики до 20 лет
- Чемпион КОНКАКАФ в возрастной категории до 20 лет: 2013